# Víking
Víking is een IJslands biermerk. Het bier wordt gebrouwen in Brouwerij Víking Ölgerð (Vífilfell) te Akureyri. Viking heeft een marktaandeel van circa 50% in eigen land en het bier wordt ook geëxporteerd. 

## Varianten
- Víking Gylltur, blonde lager met een alcoholpercentage van 5,6%
- Víking Lager, blonde lager met een alcoholpercentage van 4,5%
- Víking Lite, blond bier met een alcoholpercentage van 4,4%
- Víking Classic, amberkleurig bier, type Weense lager met een alcoholpercentage van 4,6%
- Víking Sterkur, goudblonde lager met een alcoholpercentage van 7%
- Víking Jólabjór, amberkleurig kerstbier met een alcoholpercentage van 5%
- Víking Páskabjór, bruin paasbier met een alcoholpercentage van 4,8%
- Víking Þorrabjór, speciaal bier dat elk jaar anders gebrouwen wordt